# Delta2 de la Lira
Delta² de la Lira (δ² Lyrae) és un estel vermell, de 4a magnitud en banda V, situada a la constel·lació de la Lira, aproximadament a 900 anys llum de la Terra, en el cúmul Delta² de la Lira (Stephenson 1). De tipus espectral M4 II és un estel gegant vermell amb una temperatura superficial propera als 3.600 kèlvins: emet una energia equivalent a la de 10.000 sols, el 90% de la qual cau a la zona infraroja; mesures directes del seu diàmetre, combinades amb la paral·laxi obtinguda per la sonda Hipparcos, donen un radi variable de 1.1
a - 1.3
unitats astronòmiques, comparable a la mida calculada a partir d'altres dades observades.
És un estel variable de tipus semiregular el rang del qual, en banda V, oscil·la entre les magnituds 4.22 i 4.33: l'estel, amb una edat de 50 i 100 milions d'anys, és un astre evolucionat que va sortir de la seqüència principal i ha cremat ràpidament el seu combustible: actualment està en la fase de gegant vermella.
A curta distància s'hi troba l'estel blau Delta¹ de la Lira (δ¹ Lyr), una gegant blau no variable: ambdós formen un parell obert molt destacat en el cúmul estel·lar per les seves lluentors i colors oposats.